# 바이샤완

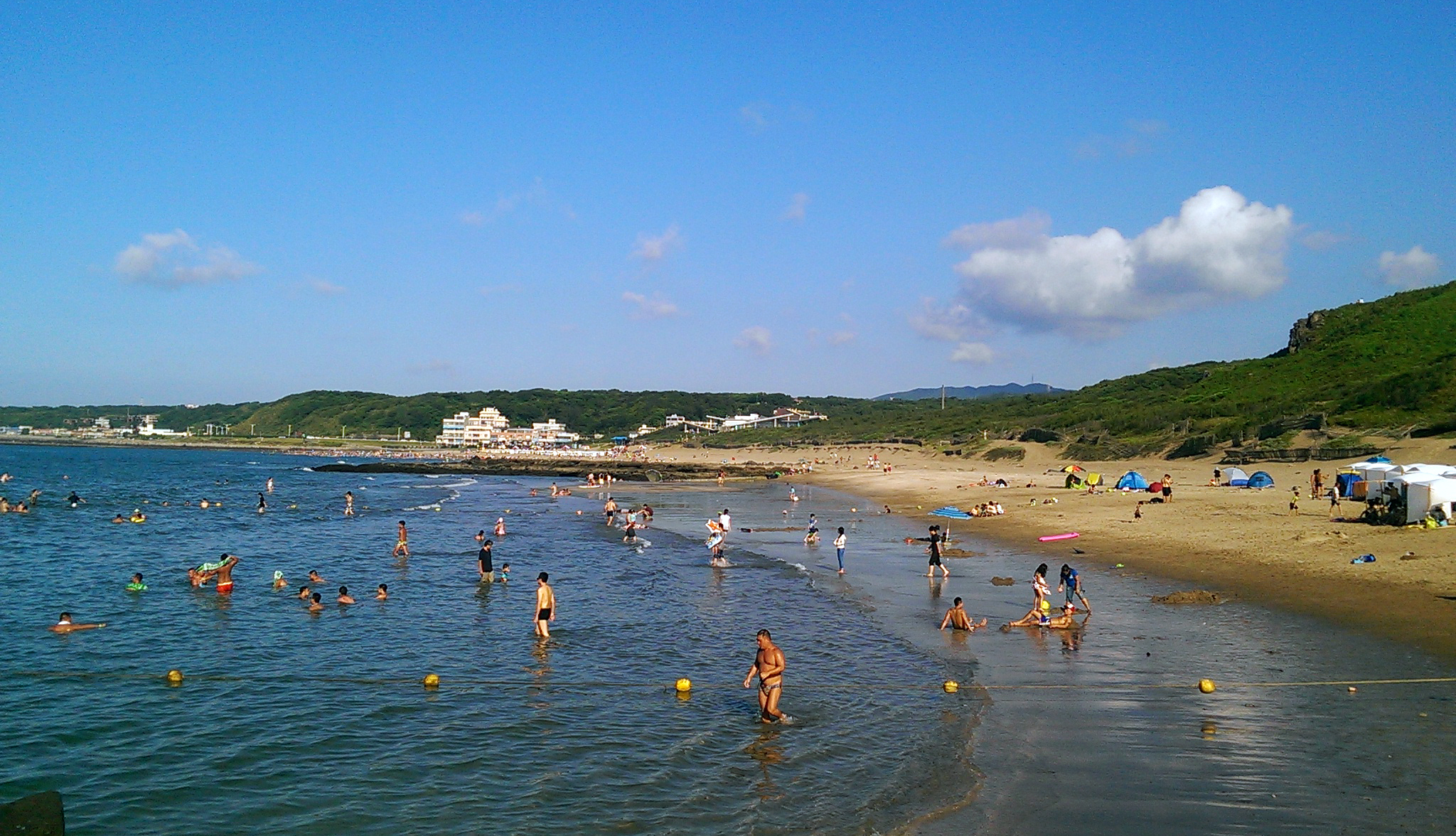
바이샤완

바이샤완(白沙灣)은 신베이시 스먼 구에 있는 어촌마을이다. 영화 《말할 수 없는 비밀》의 촬영지이며, 태평양을 구경할 수 있다.